# Општина Сан Луис де ла Паз (Гванахуато)
Сан Луис де ла Паз (шп. San Luis de la Paz) општина је у Мексику у савезној држави Гванахуато. Општина се налази на надморској висини од 2010 м.

## Становништво
Према подацима из 2010. у општини је живело 115656 становника.

### Хронологија
| Година       | 2000                  | 2005                   | 2010                   |
| ------------ | --------------------- | ---------------------- | ---------------------- |
| Становништво | 96729 (46057 / 50672) | 101370 (47615 / 53755) | 115656 (54726 / 60930) |

### Попис
| \| \| м \| \| \| ж \| \| 0—2 \| 4.010 \| \| \| 3.923 \| \| 3—5 \| 4.093 \| \| \| 4.052 \| \| 6—11 \| 8.935 \| \| \| 8.560 \| \| 12—14 \| 4.221 \| \| \| 4.256 \| \| 15—17 \| 4.416 \| \| \| 4.493 \| \| 18—24 \| 6.904 \| \| \| 8.516 \| \| 60+ \| 3.831 \| \| \| 4.693 \| \| Просек : \| 25,0 \| \| \| 26,6 \| |       |  |  |       |
| |       |  |  |       |
| | м     |  |  | ж     |
| 0—2 | 4.010 |  |  | 3.923 |
| 3—5 | 4.093 |  |  | 4.052 |
| 6—11 | 8.935 |  |  | 8.560 |
| 12—14 | 4.221 |  |  | 4.256 |
| 15—17 | 4.416 |  |  | 4.493 |
| 18—24 | 6.904 |  |  | 8.516 |
| 60+ | 3.831 |  |  | 4.693 |
| Просек : | 25,0  |  |  | 26,6  |

| #   | Индикатор                                                                                        | Вредност |
| --- | ------------------------------------------------------------------------------------------------ | -------- |
| 1   | Становништво од 0 до 2 године                                                                    | 7933     |
| 2   | Мушко становништво од 0 до 2 године                                                              | 4010     |
| 3   | Женско становништво од 0 до 2 године                                                             | 3923     |
| 4   | Становништво са 3 и више година                                                                  | 107568   |
| 5   | Мушко становништво са 3 и више година                                                            | 50641    |
| 6   | Женско становништво са 3 и више година                                                           | 56927    |
| 7   | Становништво са 5 и више година                                                                  | 102143   |
| 8   | Мушко становништво са 5 и више година                                                            | 47902    |
| 9   | Женско становништво са 5 и више година                                                           | 54241    |
| 10  | Становништво са 12 и више година                                                                 | 81928    |
| 11  | Мушко становништво са 12 и више година                                                           | 37613    |
| 12  | Женско становништво са 12 и више година                                                          | 44315    |
| 13  | Становништво са 15 и више година                                                                 | 73451    |
| 14  | Мушко становништво са 15 и више година                                                           | 33392    |
| 15  | Женско становништво са 15 и више година                                                          | 40059    |
| 16  | Становништво са 18 и више година                                                                 | 64542    |
| 17  | Мушко становништво са 18 и више година                                                           | 28976    |
| 18  | Женско становништво са 18 и више година                                                          | 35566    |
| 19  | Становништво од 3 до 5 година                                                                    | 8145     |
| 20  | Мушко становништво од 3 до 5 година                                                              | 4093     |
| 21  | Женско становништво од 3 до 5 година                                                             | 4052     |
| 22  | Становништво од 6 до 11 година                                                                   | 17495    |
| 23  | Мушко становништво од 6 до 11 година                                                             | 8935     |
| 24  | Женско становништво од 6 до 11 година                                                            | 8560     |
| 25  | Становништво од 8 до 14 година                                                                   | 20381    |
| 26  | Мушко становништво од 8 до 14 година                                                             | 10368    |
| 27  | Женско становништво од 8 до 14 година                                                            | 10013    |
| 28  | Становништво од 12 до 14 година                                                                  | 8477     |
| 29  | Мушко становништво од 12 до 14 година                                                            | 4221     |
| 30  | Женско становништво од 12 до 14 година                                                           | 4256     |
| 31  | Становништво од 15 до 17 година                                                                  | 8909     |
| 32  | Мушко становништво од 15 до 17 година                                                            | 4416     |
| 33  | Женско становништво од 15 до 17 година                                                           | 4493     |
| 34  | Становништво од 18 до 24 године                                                                  | 15420    |
| 35  | Мушко становништво од 18 до 24 године                                                            | 6904     |
| 36  | Женско становништво од 18 до 24 године                                                           | 8516     |
| 37  | Женско становништво од 15 до 49 година                                                           | 31686    |
| 38  | Становништво са 60 и више година                                                                 | 8524     |
| 39  | Мушко становништво са 60 и више година                                                           | 3831     |
| 40  | Женско становништво са 60 и више година                                                          | 4693     |
| 41  | Однос између мушкараца и жена                                                                    | 89.82    |
| 42  | Становништво од нуле до 14 година                                                                | 42050    |
| 43  | Становништво од 15 до 64 године                                                                  | 67331    |
| 44  | Становништво од 65 година и више                                                                 | 6120     |
| 45  | Просечан број деце                                                                               | 2.83     |
| 46  | Становништво рођено у ентитету                                                                   | 105840   |
| 47  | Мушко становништво рођено у ентитету                                                             | 49875    |
| 48  | Женско становништво рођено у ентитету                                                            | 55965    |
| 49  | Становништво рођено у другом ентитету                                                            | 8757     |
| 50  | Мушко становништво рођено у другом ентитету                                                      | 4303     |
| 51  | Женско становништво рођено у другом ентитету                                                     | 4454     |
| 52  | Становништво од 5 година и више резидентно у ентитету у јуну 2005. године                        | 98306    |
| 53  | Мушко становништво старосног доба од 5 година и више, резидентно у ентитету у јуну 2005. године  | 45315    |
| 54  | Женско становништво старосног доба од 5 и више година, резидентно у ентитету у јуну 2005. године | 52991    |
| 55  | Становништво од 5 година и више које је живело у другом ентитету у јуну 2005. године             | 1480     |
| 56  | Мушко становништво старије од 5 година које је живело у другом ентитету у јуну 2005. године      | 729      |
| 57  | Женско становништво старије од 5 година које је живело у другом ентитету у јуну 2005. године     | 751      |
| 58  | Становништво од 3 године и више које говори аутохтони језик                                      | 2273     |
| 59  | Мушко становништво старо 3 године и више које говори аутохтони језик                             | 1184     |
| 60  | Женско становништво старо 3 године и више које говори аутохтони језик                            | 1089     |
| 61  | Становништво од 3 године и више које говори аутохтони језик и не говори шпански језик            | 55       |
| 62  | Мушко становништво старо 3 године и више које говори аутохтони језик и не говори шпански         | 34       |
| 63  | Женско становништво старо 3 године и више које говори аутохтони језик и не говори шпански језик  | 21       |
| 64  | Становништво старо 3 године и више које говори аутохтони језик и шпански                         | 2109     |
| 65  | Мушко становништво старо 3 године и више које говори аутохтони језик и шпански                   | 1089     |
| 66  | Женско становништво старо 3 године и више које говори аутохтони језик и шпански                  | 1020     |
| 67  | Становништво од 5 година и више које говори аутохтони језик                                      | 2163     |
| 68  | Становништво од 5 година и више које говори аутохтони језик и не говори шпански језик            | 44       |
| 69  | Становништво од 5 година и више које говори аутохтони језик и говори шпански језик               | 2013     |
| 70  | Становништво у домородачким домаћинствима                                                        | 4062     |
| 71  | Становништво са ограничењима у активностима                                                      | 5251     |
| 72  | Становништво са ограниченим ходањем или кретањем, горе или доле                                  | 2674     |
| 73  | Становници са ограничењима вида, чак и уз кориштење сочива                                       | 1514     |
| 74  | Становништво са ограничењима говора, комуникације или конверзације                               | 485      |
| 75  | Становништво са ограниченим слухом                                                               | 525      |
| 76  | Становништво са ограничењима при одевању, купању или јелу                                        | 229      |
| 77  | Становништво са ограничењима у опажању или учењу једноставних ствари                             | 290      |
| 78  | Становништво са менталним ограничењима                                                           | 468      |
| 79  | Становништво без ограничења активности                                                           | 109890   |
| 80  | Становништво од 3 до 5 година које не похађа школу                                               | 4018     |
| 81  | Мушко становништво од 3 до 5 година које не похађа школу                                         | 2053     |
| 82  | Женско становништво од 3 до 5 година које не похађа школу                                        | 1965     |
| 83  | Становништво од 6 до 11 година које не похађа школу                                              | 534      |
| 84  | Мушко становништво од 6 до 11 година које не похађа школу                                        | 296      |
| 85  | Женско становништво од 6 до 11 година које не похађа школу                                       | 238      |
| 86  | Становништво од 12 до 14 година које не похађа школу                                             | 789      |
| 87  | Мушко становништво од 12 до 14 година које не похађа школу                                       | 391      |
| 88  | Женско становништво од 12 до 14 година које не похађа школу                                      | 398      |
| 89  | Становништво од 15 до 17 година похађа школу                                                     | 4781     |
| 90  | Мушко становништво од 15 до 17 година похађа школу                                               | 2291     |
| 91  | Женско становништво између 15 и 17 година живота у школи                                         | 2490     |
| 92  | Становништво од 18 до 24 године похађа школу                                                     | 2661     |
| 93  | Мушко становништво од 18 до 24 године похађа школу                                               | 1205     |
| 94  | Женско становништво од 18 до 24 године похађа школу                                              | 1456     |
| 95  | Становништво од 8 до 14 година које не може да чита и пише                                       | 885      |
| 96  | Мушко становништво старосног доба од 8 до 14 година које не може да чита и пише                  | 534      |
| 97  | Женско становништво старосног доби од 8 до 14 година које не може да чита и пише                 | 351      |
| 98  | Становништво од 15 година и више које је неписмено                                               | 9391     |
| 99  | Мушко становништво од 15 година и више које је неписмено                                         | 3616     |
| 100 | Женско становништво од 15 година и више које је неписмено                                        | 5775     |
| 101 | Становништво старо 15 и више година без школовања                                                | 12271    |
| 102 | Мушко становништво старо 15 и више година без школовања                                          | 5449     |
| 103 | Женско становништво старо 15 и више година без школовања                                         | 6822     |
| 104 | Становништво старосног доба 15 и више година са непотпуним основним образовањем                  | 10622    |
| 105 | Мушко становништво старосног доба од 15 година и више са непотпуном основним образовањем         | 5151     |
| 106 | Женско становништво старосног доба 15 и више година са непотпуном основним образовањем           | 5471     |
| 107 | Становништво старо 15 и више година са комплетним основним образовањем                           | 14687    |
| 108 | Мушко становништво старо 15 година и више са комплетним основним образовањем                     | 6555     |
| 109 | Женско становништво старо 15 и више година са комплетним основним образовањем                    | 8132     |
| 110 | Становништво старосног доба 15 и више година са непотпуним средњим образовањем                   | 4675     |
| 111 | Мушко становништво старосног доба од 15 година и више са непотпуним средњим образовањем          | 2543     |
| 112 | Женско становништво старосног доба од 15 година и више са непотпуним средњим образовањем         | 2132     |
| 113 | Становништво старо 15 и више година са пуним секундарном образовањем                             | 16629    |
| 114 | Мушко становништво старосног доба од 15 година и више са пуним секундарном образовањем           | 7347     |
| 115 | Женско становништво старосног доба од 15 година и више са пуним секундарном образовањем          | 9282     |
| 116 | Становништво старије од 18 година са постосновним образовањем                                    | 12821    |
| 117 | Мушко становништво старије од 18 година са постосновним образовањем                              | 5639     |
| 118 | Женско становништво старије од 18 година са постосновним образовањем                             | 7182     |
| 119 | Просечна оцена школовања                                                                         | 6.76     |
| 120 | Просечан ниво образовања мушке популације                                                        | 6.71     |
| 121 | Просечан ниво образовања женског становништва                                                    | 6.79     |
| 122 | Економски активно становништво                                                                   | 39670    |
| 123 | Економски активна мушка популација                                                               | 26971    |
| 124 | Економски активна женска популација                                                              | 12699    |
| 125 | Становништво које није економски активно                                                         | 41916    |
| 126 | Мушко становништво које није економски активно                                                   | 10426    |
| 127 | Женско становништво које није економски активно                                                  | 31490    |
| 128 | Запослено становништво                                                                           | 36459    |
| 129 | Запослено мушко становништво                                                                     | 24213    |
| 130 | Запослено женско становништво                                                                    | 12246    |
| 131 | Незапослена популација                                                                           | 3211     |
| 132 | Незапослена мушка популација                                                                     | 2758     |
| 133 | Незапослена женска популација                                                                    | 453      |
| 134 | Становништво без права на здравствене услуге                                                     | 37108    |
| 135 | Становништво које има право на здравствене услуге                                                | 78218    |
| 136 | Становништво које има право на ИМСС                                                              | 15911    |
| 137 | Становништво које има право на социјално осигурање                                               | 5562     |
| 138 | Становништво које има право на државно социјално осигурање                                       | 208      |
| 139 | Становништво које има право на опште осигурање или здравствено осигурање за нову генерацију      | 56569    |
| 140 | Становништво које је било једном или није било у браку током 12 година и више                    | 34488    |
| 141 | Венчано или уједињено становништво од 12 година и више                                           | 41940    |
| 142 | Становништво које је било у браку или уједињено 12 година и више                                 | 5369     |
| 143 | Становништво са католичком религијом                                                             | 112936   |
| 144 | Протестанти, еванђелисти и библијски следбеници различити од еванђелиста                         | 1259     |
| 145 | Становништво са другим религијама различитим од претходних                                       | 28       |
| 146 | Становништво без религије                                                                        | 777      |
| 147 | Укупно пописаних домаћинства                                                                     | 24211    |
| 148 | Пописна домаћинства на челу са мушкарцима                                                        | 17856    |
| 149 | Пописна домаћинства на челу са женама                                                            | 6355     |
| 150 | Становништво у пописним домаћинствима                                                            | 115388   |
| 151 | Становништво у пописним домаћинствима на челу са мушкарцима                                      | 88875    |
| 152 | Становништво у пописним домаћинствима на челу са женама                                          | 26513    |
| 153 | Укупно домаћинстава                                                                              | 29119    |
| 154 | Укупно насељених домаћинстава                                                                    | 24263    |
| 155 | Укупно приватних кућа                                                                            | 29067    |
| 156 | Насељени приватни домови                                                                         | 24211    |
| 157 | Укупно насељених приватних кућа                                                                  | 24256    |
| 158 | Ненасељене приватне куће                                                                         | 3517     |
| 159 | Појединачна домаћинства за привремену употребу                                                   | 1339     |
| 160 | Становници у насељеним приватним кућама                                                          | 115388   |
| 161 | Насељеност станара у приватним становима                                                         | 4.77     |
| 162 | Просечно становника по соби у приватним насељеним домаћинствима                                  | 1.29     |
| 163 | Појединачна домаћинства са подовима од различитих материјала од земље                            | 21994    |
| 164 | Појединачна домаћинства у приземљу                                                               | 2150     |
| 165 | Појединачна домаћинства са једном спаваћом собом                                                 | 8311     |
| 166 | Појединачна домаћинства са две спаваће собе и више                                               | 15840    |
| 167 | Појединачна домаћинства са једним собом                                                          | 1296     |
| 168 | Појединачна домаћинства са две собе                                                              | 4399     |
| 169 | Појединачна домаћинства са 3 собе и више                                                         | 18409    |
| 170 | Појединачна домаћинства која имају електрично светло                                             | 23197    |
| 171 | Појединачна домаћинства која немају електрично светло                                            | 946      |
| 172 | Појединачна домаћинства која имају водоводну воду у стамбеном простору                           | 21446    |
| 173 | Појединачна домаћинства која немају водоводну воду у стамбеном простору                          | 2686     |
| 174 | Појединачна домаћинства која имају тоалет                                                        | 20010    |
| 175 | Појединачна домаћинства која имају канализацију                                                  | 19274    |
| 176 | Појединачна домаћинства која немају канализацију                                                 | 4807     |
| 177 | Појединачна домаћинства која имају електрично светло, довод воде из јавне мреже и канализацију   | 17891    |
| 178 | Појединачна домаћинства без икаквих услова                                                       | 741      |
| 179 | Појединачна домаћинства која имају радио                                                         | 19001    |
| 180 | Појединачна домаћинства која имају телевизор                                                     | 22105    |
| 181 | Појединачна домаћинства која имају фрижидер                                                      | 16905    |
| 182 | Појединачна домаћинства која имају машину за веш                                                 | 14071    |
| 183 | Појединачна домаћинства која имају аутомобил или комби                                           | 11205    |
| 184 | Појединачна домаћинства која имају рачунар                                                       | 3588     |
| 185 | Појединачна домаћинства која имају фиксну телефонску линију                                      | 5519     |
| 186 | Појединачна домаћинства која имају мобилни телефон                                               | 14353    |
| 187 | Појединачна домаћинства која имају приступ интернету                                             | 1947     |